# Orria
Orria község (comune) Olaszország Campania régiójában, Salerno megyében.

## Fekvése
A megye központi részén fekszik. Határai: Gioi, Magliano Vetere, Monteforte Cilento, Perito, Salento és Stio.

## Története
Első említése 1496-ból származik, bár valószínűleg már évszázadokkal korábban is létezett. A hagyományok szerint egy longobárd herceg alapította. A következő századokban nemesi birtok volt. A 19. században nyerte el önállóságát, amikor a Nápolyi Királyságban felszámolták a feudalizmust.

## Népessége
A népesség számának alakulása:

## Főbb látnivalói
- Palazzo Gugliucci
- Palazzo De Feo
- Sant’Elia-templom
- Santa Sofia-templom
- Santa Domenica-templom
- San Felice-templom
- Sant’Antonio da Padova-kápolna
- Santa Maria delle Grazie-kápolna